# Calleulype propinqua
Calleulype propinqua là một loài bướm đêm trong họ Geometridae.